# Massa FM Cianorte
Massa FM Cianorte é uma estação de rádio brasileira sediada em Cianorte, cidade do estado de Paraná. Opera no dial FM, na frequência 96,9 MHz, sendo originada da migração AM-FM e é afiliada à Massa FM.

## História
A Rádio Porta Voz, foi a primeira emissora de Cianorte, nasceu em 25 de julho de 1959, fundada por Wilson Ferreira Varellla.
A emissora teve duas vozes de ouro da comunicação, Arnaldo Prado Ruiz e Wilson Silva, Arnaldo dedicou sua vida à advocacia e a comunicação, enquanto Wilson, atuou no Jornal Diário de Maringá, foi cronista, vereador e trabalhou quase 20 anos na emissora. A emissora dedicava às notícias e ao esporte.
Desde 1997, a emissora vinha sendo palco de brigas políticas, nessa época, Antônio Bárbara assume a direção da emissora e conseguiu liminar para continuar na administração, mas em 1999, ocorreu uma disputa para assumir a emissora, entre ele e Edno Guimarães, que era deputado estadual.
Anos depois, o dono adquiriu uma concessão comunitária em FM 105,9, foi aí que nasceu a co-irmã Voz FM, que atuava 50% no mesmo formato da AM. As duas transmitiam todas as partidas dos times locais, tendo um grande desempenho de audiência.
Em 2012, novos proprietários assumiram a Porta Voz AM e também a comunitária Voz FM. Em 2014, é solicitado á migração AM-FM.
Em 2019, a emissora já estava se preparando para a migração e em setembro, foi confirmado que seria uma emissora da Massa FM. Em outubro, a Anatel libera a outorga para migrar na frequência FM 96,9 e a torre nova foi instalada em um prédio comercial no centro de Cianorte.
A direção fez as mudanças no dia 20 de outubro, a Porta Voz AM, encerra as atividades no AM 780 e assim, a programação atual vai para faixa comunitária FM 105,9, a comunitária mudou para um novo endereço, na Avenida Galeão, número 1009. Enquanto no dia seguinte a FM 96.9, começa a fase experimental, em formato de expectativa.